# Luehdorfia chinensis
Luehdorfia chinensis — вид бабочек из семейства парусников.

## Описание
Длина переднего крыла 22—27 мм. Крылья жёлтого цвета. Переднее крыло в поперечных чёрных полосах разной величины. Заднее крыло с чёрными пятнами в прикорневой области, у внешнего зазубренного края находятся голубые пятна в чёрных ободках, в анальном углу два красных пятнышка рядом с крошечным голубым, у жилки М3 короткий хвостик.

## Ареал
Вид является эндемиком Китая, где встречается на территории Чжэцзян, Хубэй, Аньхой, Цзянсу, Шэньси, Чунцин (Даба Шан).

## Биология
Бабочки летают с апреля до середины мая. Первыми появляются самцы, самки вылетают на 2—5 дней позже (в зависимости от погодных условий сезона). Яйца откладываются самками группами на нижнюю сторону листьев кормовых растений. Кормовое растение гусениц Asarum forbesii и Asarum sieboldii. Зимует куколка.